# The Rent Collector
The Rent Collector é um filme mudo em curta-metragem norte-americano de 1921, do gênero comédia, dirigido por Larry Semon com Norman Taurog; e estrelado por Oliver Hardy.

## Elenco
- Larry Semon - Larry
- Norma Nichols
- Oliver Hardy - (como Babe Hardy)
- Eva Thatcher
- Frank Alexander
- Pete Gordon - Barber
- William Hauber - papel pequeno (não creditado)
- Leo Willis - papel pequeno (não creditado)